# Sliver building
Sliver building byl typ budovy, který byl stavěn převážně v USA. Jedná se o vysokou štíhlou stavbu s výrazně úzkým průčelím (typicky 45 stop, asi 14 m, nebo i méně). V polovině 80. let to byl jeden z nejpozoruhodnějších pokroků v designu výškových budov. 

Zaniklá rada New York City Board of Estimate v roce 1983 zakázala tento typ staveb v mnoha rezidenčních zónách New Yorku. Důvodem bylo, že se obyvatelé ohrazovali proti jejich výstavbě. Růst trhu s nemovitostmi, před hospodářským poklesem v roce 2008, vedl k oživení výstavby těchto budov, které jsou nyní postaveny především v komerčních čtvrtích New Yorku.

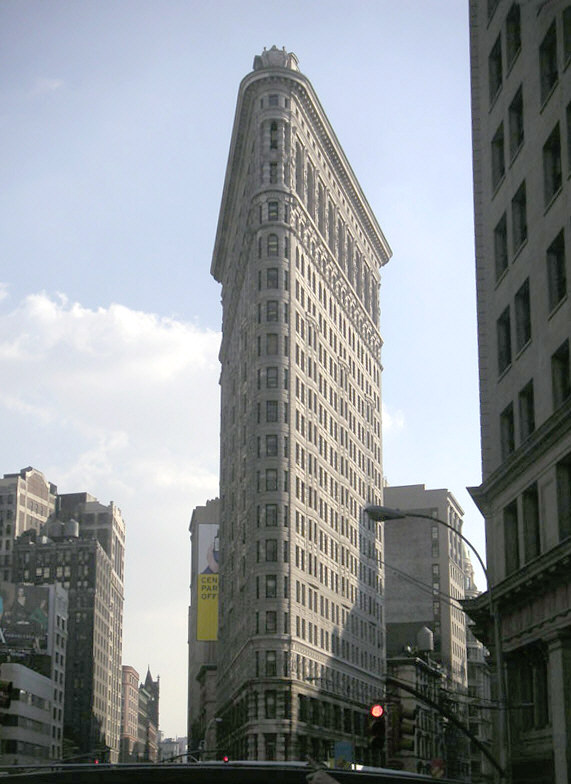
Flatiron Building, New York
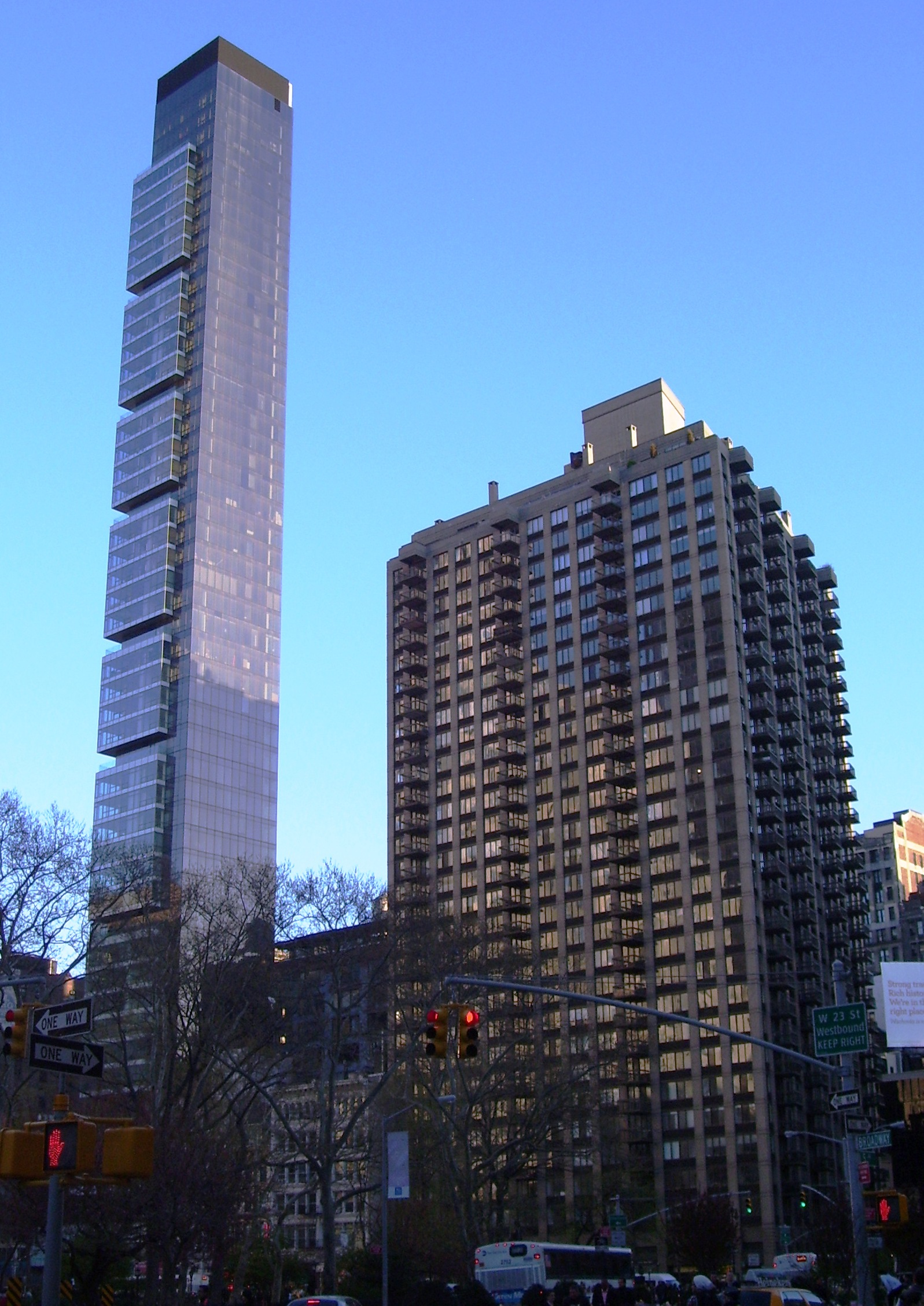
One Madison, New York
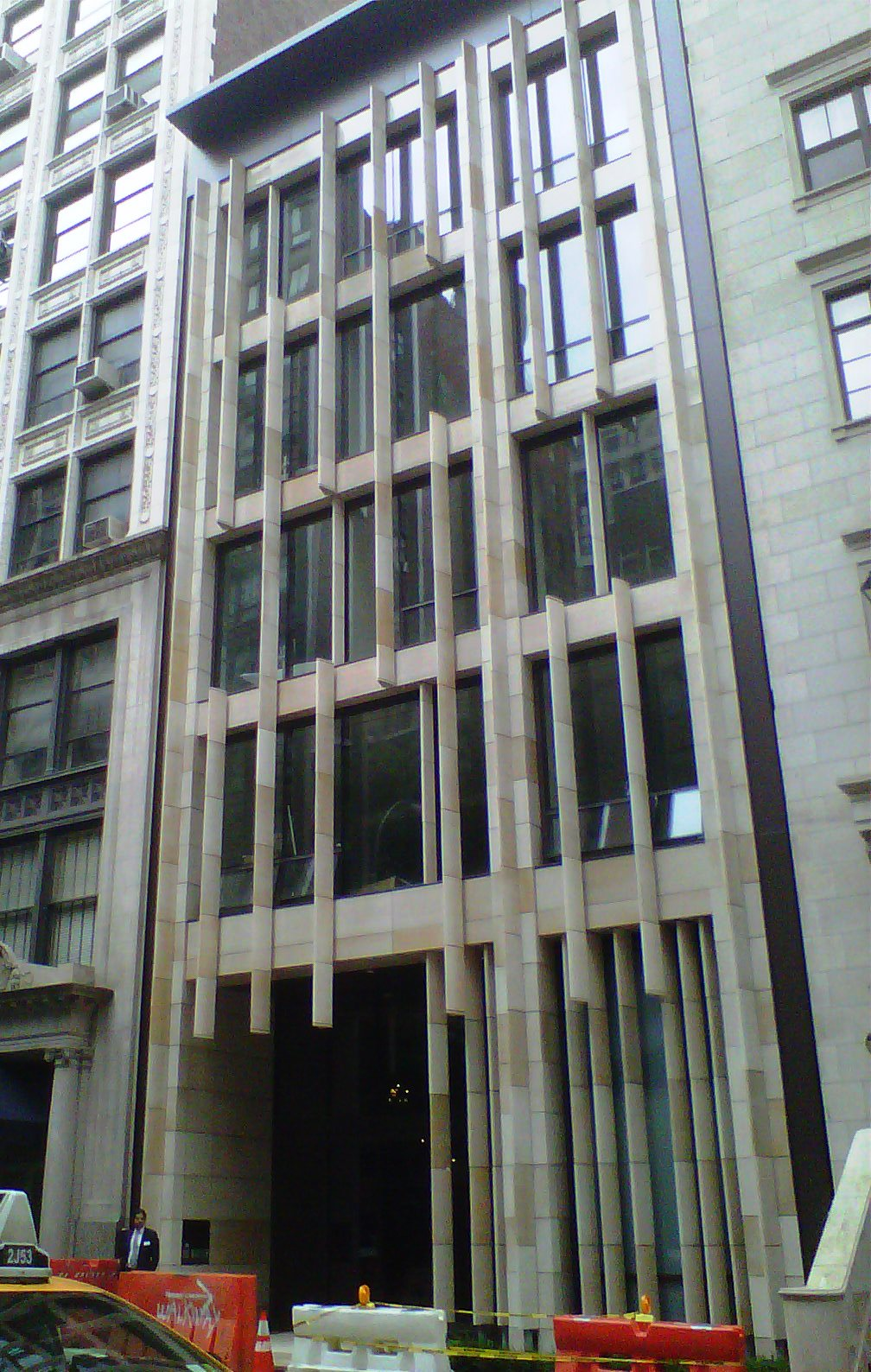
Vstup do budovy One Madison 22nd Street, New York
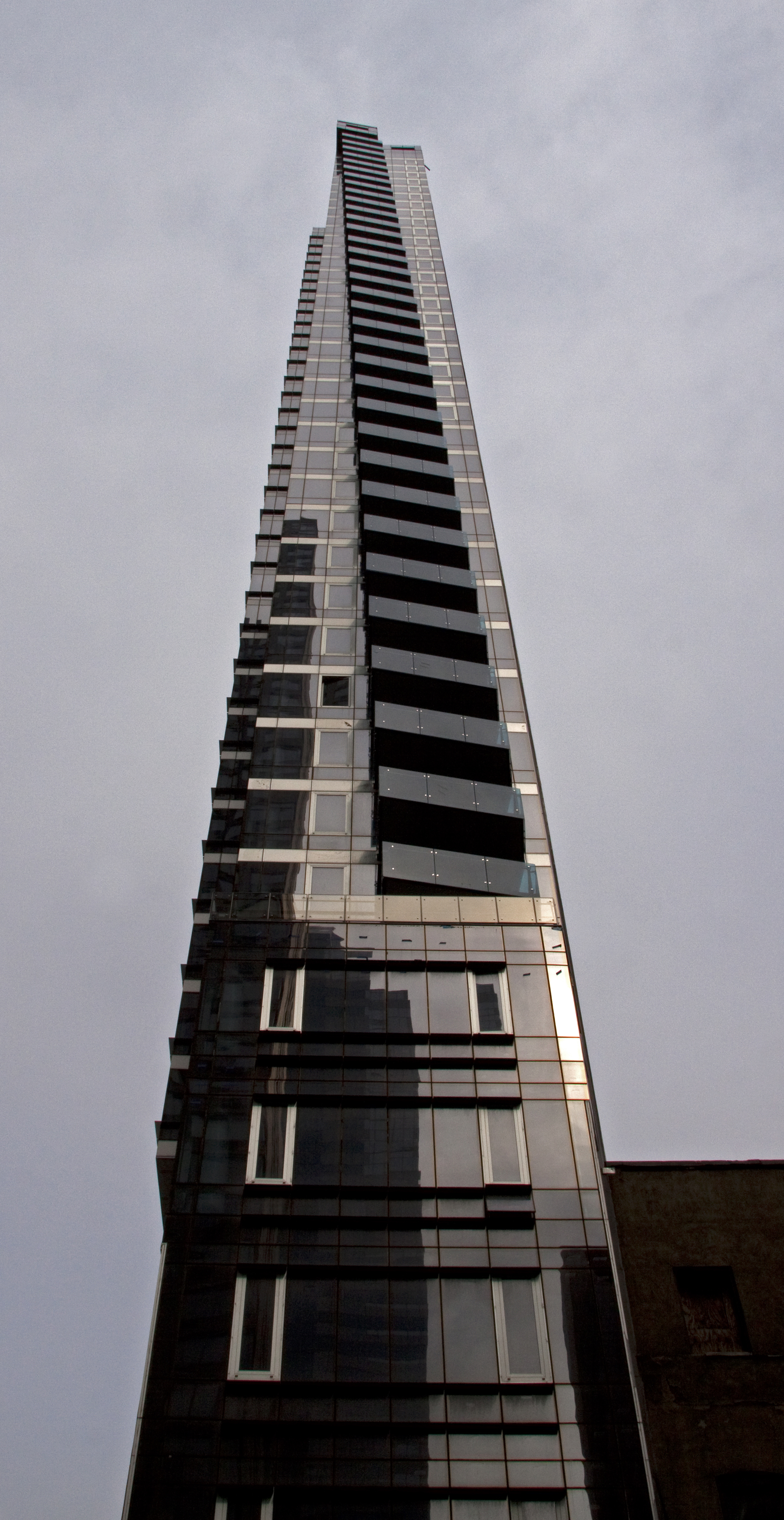
785 Eighth Avenue, New York